# Caída de Mogadiscio
La Caída de Mogadiscio ocurrió el 28 de diciembre de 2006, cuando los militares del Gobierno Transicional de Somalia y tropas etíopes entraron en la capital somalí de Mogadiscio sin oposición como fin de la Segunda Batalla de Mogadiscio.
Se produjo después de una rápida cadena de victorias del Gobierno Transicional de Somalia y de las victorias militares de Etiopía contra la Unión de Cortes Islámicas (UCI), que tenía su sede allí antes de que huyera hacia el sur.
- Datos: Q1323183